# Église de l'Immacolatella a Pizzofalcone
L'église de l'Immacolatella a Pizzofalcone (église de la Petite-Immaculée-Conception-de-Pizzofalcone) est une église du centre historique de Naples située sur la colline de Pizzofalcone dans le quartier de San Ferdinando et donnant salita Echia. Elle est dédiée à l'Immaculée Conception.

## Histoire et description
L'église se trouve entre la caserne Nino Bixio (autrefois grand quartier de Pizzofalcone) et le palazzo Carafa di Santa Severina. À l'origine, une première église est bâtie et consacrée dans la première moitié du XVIIe siècle sous le nom de chapelle royale du Très-Saint-Rosaire. À l'époque, le palazzo Carafa est acquis pour abriter les troupes espagnoles; le grand quartier, quant à lui, est construit entre 1660 et 1670.
L'église actuelle date du milieu du XIXe siècle avec ce vocable. Elle est bâtie par Francesco Jaoul. Elle est touchée par un bombardement américain de l'été 1943. Elle est restaurée et rouverte dans les années 1950.
Aujourd'hui l'église est fermée au public à cause de son état de décrépitude. L'accès aux deux petits escaliers d'entrée est muré.

## Source de la traduction
- (it) Cet article est partiellement ou en totalité issu de l’article de Wikipédia en italien intitulé « Chiesa dell'Immacolatella a Pizzofalcone » (voir la liste des auteurs).